# Mikhaïl Alexandrovitch Stakhovitch
Mikhaïl Alexandrovitch Stakhovitch (russe : Михаи́л Алекса́ндрович Стахо́вич) (né le 20 janvier 1861 dans le Gouvernement d'Orel et mort le 23 septembre 1923 à Aix-en-Provence) est un homme politique russe,.

## Biographie
Mikhaïl Stakhovitch est élu à la Douma en 1906 en tant qu'octobriste et à nouveau à la deuxième Douma en 1907, à la tête du Parti de la rénovation pacifique.
Il est nommé gouverneur général de Finlande par le gouvernement provisoire russe le 20 mars 1917 après que le poste ait été refusé, entre autres par Vladimir Dmitrievitch Nabokov. Il en démissionne le 17 septembre 1917.
Après le poste de gouverneur général, Mikhaïl Stakhovitch est nommé comme ambassadeur à Madrid, mais il n'atteint pas la destination avant la Révolution d'Octobre.
Mikhaïl Stakhovitch meurt en exil à Aix-en-Provence en 1923. Il est inhumé au cimetière russe de Sainte-Geneviève-des-Bois.